# Айсліп (селище, Нью-Йорк)
Айсліп (англ. Islip) — переписна місцевість (CDP) в США, в окрузі Саффолк штату Нью-Йорк. Населення — 18 418 осіб (2020).

## Географія
Айсліп розташований за координатами 40°44′8″ пн. ш. 73°12′59″ зх. д. / 40.73556° пн. ш. 73.21639° зх. д. (40.735467, -73.216395).  За даними Бюро перепису населення США в 2010 році переписна місцевість мала площу 12,74 км², з яких 12,43 км² — суходіл та 0,31 км² — водойми.

## Демографія
Згідно з переписом 2010 року, у переписній місцевості мешкало 18 689 осіб у 6437 домогосподарствах у складі 4797 родин. Густота населення становила 1467 осіб/км².  Було 6664 помешкання (523/км²).
Расовий склад населення:
| - 86,4 % — білих - 4,7 % — чорних або афроамериканців - 2,5 % — азіатів - 0,2 % — корінних американців - 0,1 % — вихідців з тихоокеанських островів - 3,8 % — осіб інших рас |

До двох чи більше рас належало 2,3 %. Частка іспаномовних становила 13,8 % від усіх жителів.
За віковим діапазоном населення розподілялося таким чином: 24,1 % — особи молодші 18 років, 63,4 % — особи у віці 18—64 років, 12,5 % — особи у віці 65 років та старші. Медіана віку мешканця становила 40,1 року. На 100 осіб жіночої статі у переписній місцевості припадало 95,6 чоловіків;  на 100 жінок у віці від 18 років та старших — 94,0 чоловіків також старших 18 років.
Середній дохід на одне домашнє господарство  становив 117 987 доларів США (медіана — 97 500), а середній дохід на одну сім'ю — 130 896 доларів (медіана — 109 538). Медіана доходів становила 66 786 доларів для чоловіків та 52 982 долари для жінок. За межею бідності перебувало 5,6 % осіб, у тому числі 10,3 % дітей у віці до 18 років та 3,1 % осіб у віці 65 років та старших.
Цивільне працевлаштоване населення становило 9678 осіб. Основні галузі зайнятості: освіта, охорона здоров'я та соціальна допомога — 27,7 %, роздрібна торгівля — 11,5 %, науковці, спеціалісти, менеджери — 8,9 %, виробництво — 7,9 %.